# سر مهندس
سر مهندس (به انگلیسی: Chief engineer) یک مهندس ارشد در یک سازمان است. به طور معمول آن‌ها مسئول یک بخش مهندسی هستند و وظایفشان به میزان قابل توجهی بسته به صنعت متفاوت است.

## دریانوردی

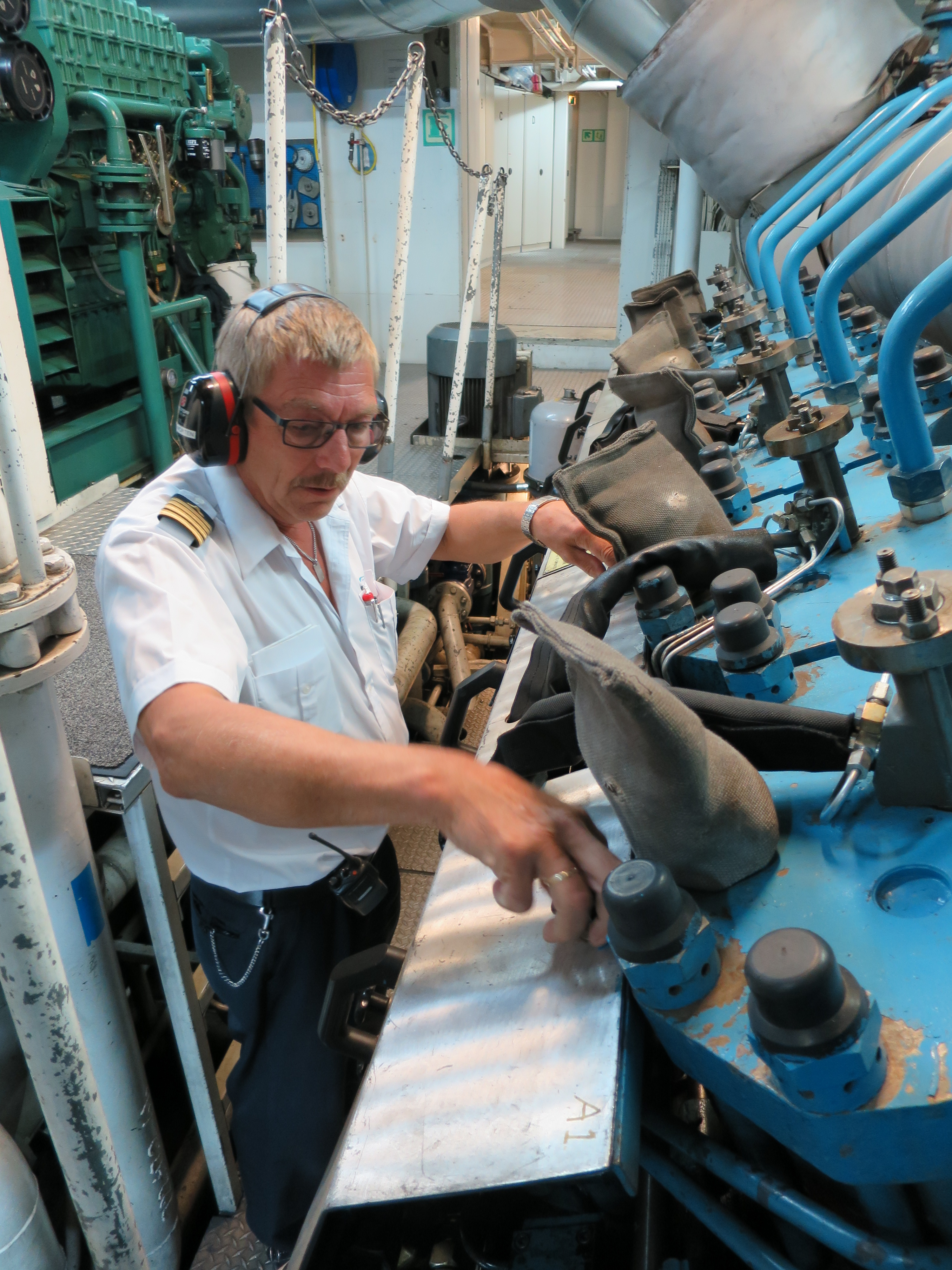
سر مهندس در موتورخانه

در مهندسی دریایی، سر مهندس یک دریانورد مجاز است که مسئول بخش مهندسی کشتی تجاری است.

سر مهندس که به صورت (ChEng) نامیده می‌شود مسئول تمام عملیات، تعمیر و نگهداری تمام تجهیزات مهندسی در سراسر کشتی است.

در بسیاری از حوزه‌های قضایی سر مهندس به اندازه ناخدا برابر است و مسئولیت بین این دو مقام تقسیم می‌شود؛ سر مهندس مسئول اتاق موتور و تعمیر و نگهداری و ناخدا مسئولیت عملیات ناوبری و عرشه را بر عهده دارد.

## کارهای عمومی
در کارهای عمومی مانند یک شهر، منطقه، بخش نظامی یا برنامه فدرال، بخش مهندسی اغلب سر مهندس دارد. این مسئله به طور معمول به عنوان "دفتر سر مهندس" در نمودار سازمانی نشان داده شده است. این فرد یا گروه جدا از سایر دفاتر مهندسی است و فعالیت‌های خود را از دیدگاه مهندسی هماهنگ می‌کند.

## توسعه محصول
برای توسعه محصول جدید مانند وسیله موتوری و تلفن همراه هر محصول دارای یک سر مهندس می‌باشد. در این صنایع سر مهندس مسئول طراحی محصول و هماهنگی فعالیت سایر مهندسین و کارکنان طراحی در این محصول است.

## صنعت عمومی
در برخی از شرکت‌ها عنوان مهندس ارشد سر مهندس است. این موقعیت ممکن است به عنوان مدیر مهندسی یا مدیر ارشد فناوری در شرکت‌های بزرگ نیز نامیده شود.